# Futak
Futak (szerbül Футог / Futog, németül Futak) városi jellegű település Szerbiában, a Vajdaságban, a Dél-bácskai körzetben, Újvidék községben. Két település, Ó- és Újfutak egyesítésével jött létre.

## Fekvése
Újvidéktől 10 km-re nyugatra, a Duna bal partján fekszik.

## Nevének eredete
Neve a régi magyar Futak személynévből, az pedig a futár főnévből ered.

## Története
A településnek várkastélya volt, melyet 1422-ben említenek a Garaiak birtokaként, akik 1400. körül szerezték meg a kihalt futakiak birtokait.
1456-ban itt tartott országgyűlést a király, amelyen a várak Hunyadiaktól való visszavételét határozták el.
1462-ben itt verte meg Rozgonyi Sebestyén az országra törő törököket, kiszabadítva 17000 foglyot.
1487-ben Corvin János birtoka volt.
Vásárai messze földön híresek voltak, ahova a Dunán a Fekete-tengerről is eljöttek az idegen kereskedők áruikkal.
1760-as években hadi sikerei elismeréséül Hadik András (hadvezér) grófi rangja mellé Futak környéki földbirtokokat kapott, ezt a nevében is feltüntette.
1848. szeptember 6-án véres csata volt itt a honvédsereg és a szerb felkelők között.
1910-ben Ófutaknak 5976 lakosából 2595 német 2483 szerb, 551 magyar és 282 szlovák volt. Újfutaknak 3568 lakosából 2115 német, 907 magyar, és 502 szerb volt.
A trianoni békeszerződésig mindkét település Bács-Bodrog vármegye Újvidéki járásához tartozott.

## Népesség

### Demográfiai változások
| 1948 | 1953 | 1961 | 1971   | 1981   | 1991   | 2002   |
| ---- | ---- | ---- | ------ | ------ | ------ | ------ |
| 5366 | 6049 | 8256 | 10 614 | 14 664 | 16 048 | 18 582 |

## Híres emberek
- Itt temették el 1790-ben Hadik András császári tábornagyot.
- Itt született 1812. augusztus 30-án Haraszthy Ágoston, az első kaliforniai borászatok alapítója.
- Itt (Ófutakon) született Hendrey József (1891–1959) magyar erdőmérnök, országgyűlési képviselő.

## Képgaléria

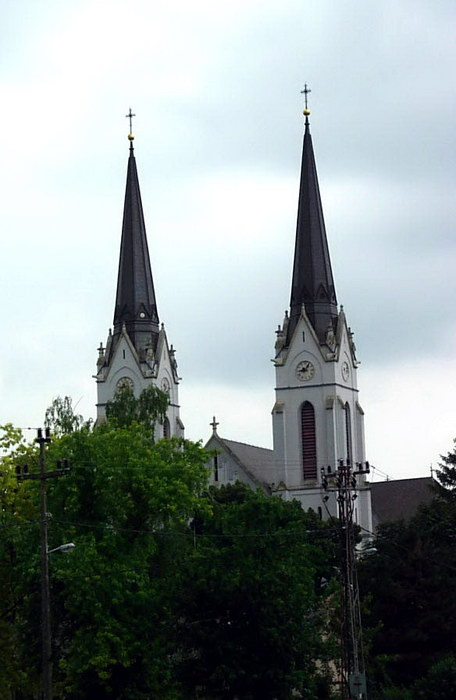
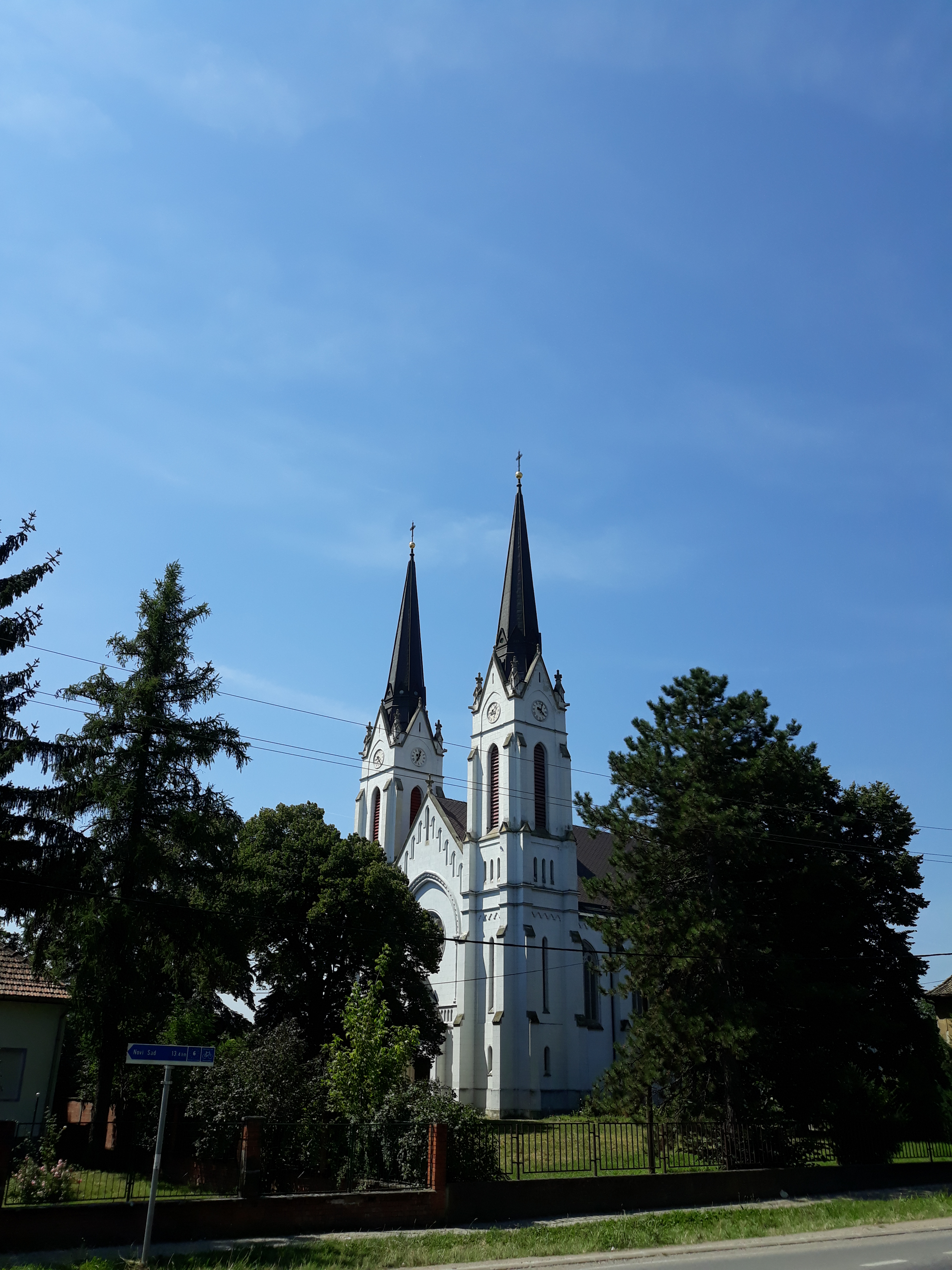
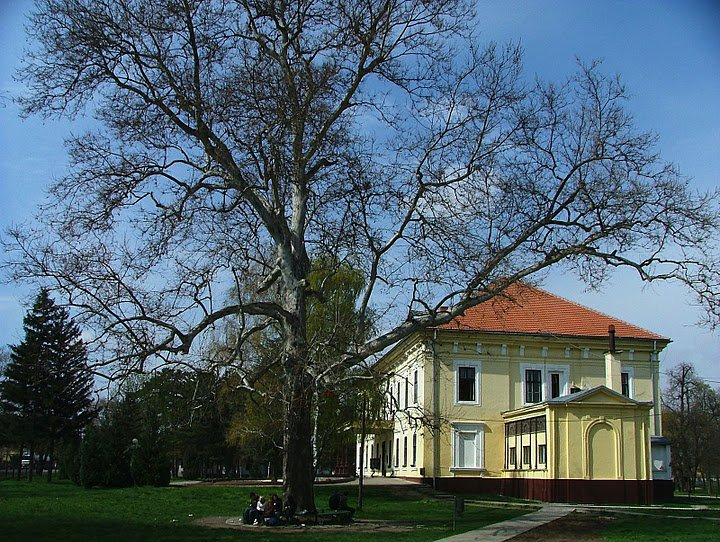
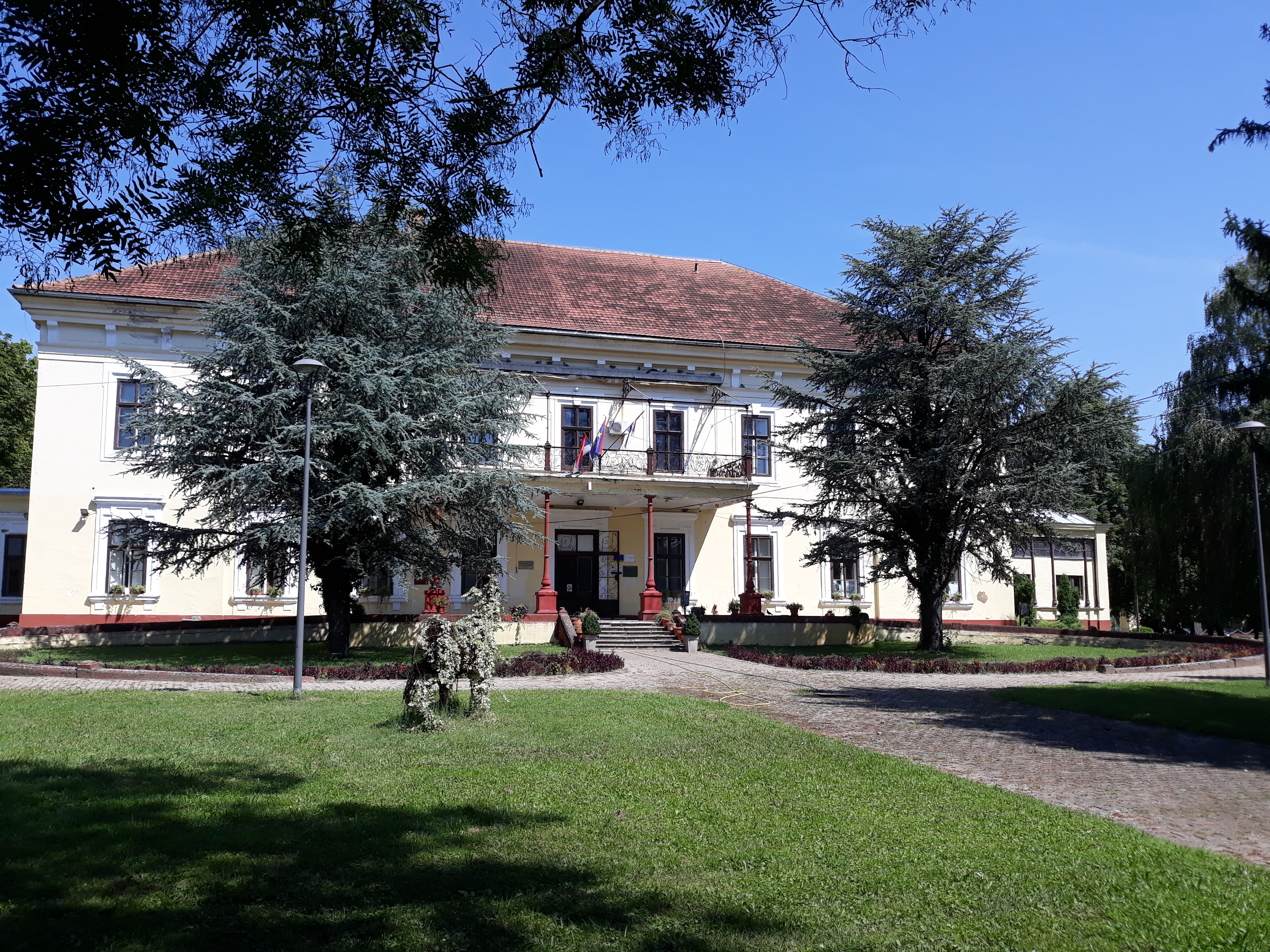
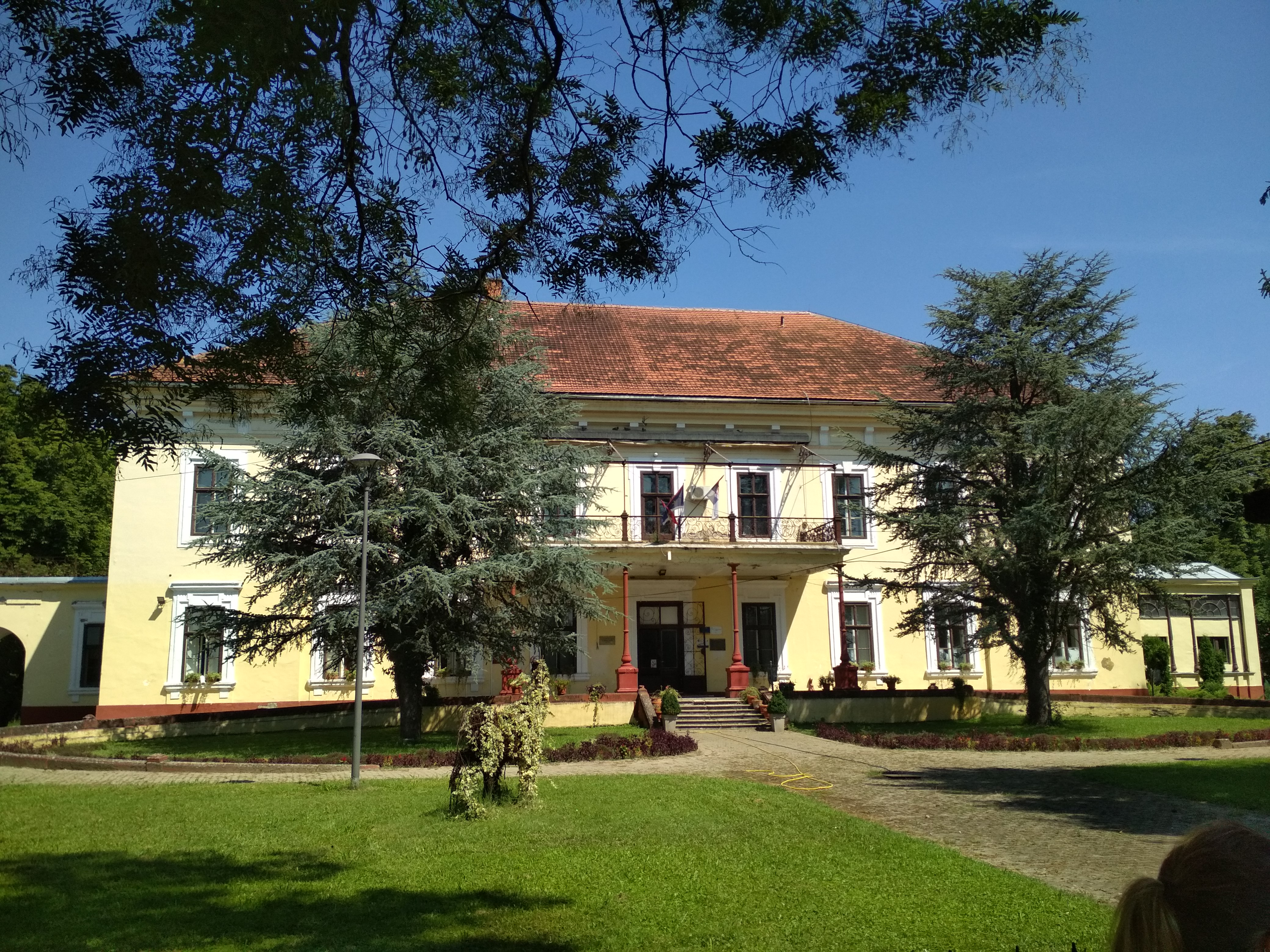